# Enrique Fiß
Enrique Fiß (* 1993 in Hamburg) ist ein deutscher Schauspieler.

## Leben
Enrique Fiß war bereits als Kind in einer Jugendtheatergruppe aktiv. Im Alter von 13 Jahren gab er als Ritter Andreas Bleichenwang sein Bühnendebüt in der Inszenierung von William Shakespeare Was ihr wollt, die im Ernst-Deutsch-Theater in Hamburg uraufgeführt wurde.
Von 2013 bis 2017 studierte er Schauspiel am Max Reinhardt Seminar in Wien. Es folgten mehrere Engagements auf Bühnen in Deutschland und Österreich, so am Deutschen Schauspielhaus Hamburg, am Thalia Theater Hamburg, am Volkstheater Wien oder seit 2017 am Theater Erlangen, wo er bereits in zahlreichen Rollen auftrat, wie in der Titelrolle in Inda Buschmanns Huck Finn. 2019 erhielt er den Erlanger Theaterpreis.
Er ist zudem Mitbegründer des Theaterkollektivs SISU & Company, mit dem er von 2015 bis 2017 im deutschsprachigen Raum tourte.
Seit 2021 ist er auch in Film und Fernsehen zu sehen. Er spielt seit der 34. Staffel in der ARD-Vorabendserie Großstadtrevier in einer Serienhauptrolle den Zivilfahnder Nils Sanchez an der Seite von Maria Ketikidou als deren Partner. Zuvor war er bereits in kleineren Rollen in den Krimireihen Bella Block, Nord bei Nordwest und Neben der Spur zu sehen.
Privat ist Fiß seit 2021 Vater von zwei Kindern. Er lebt in Berlin.

## Filmografie (Auswahl)
- seit 2021: Großstadtrevier
- 2023: Tatort: Verborgen (Fernsehreihe)
- 2023: Stralsund: Der lange Schatten
- 2023: Die Heiland – Wir sind Anwalt – Das Testament (Fernsehserie)
- 2023: Hotel Mondial – Achterbahn der Gefühle (Fernsehserie)
- 2023: Bettys Diagnose – Überholspur (Fernsehserie)